# آلي ماكليود (لاعب كرة قدم)
آلي ماكليود (بالإنجليزية: Ally MacLeod)‏ (20 أكتوبر 1960 بغلاسكو في المملكة المتحدة - ) هو مدرب كرة قدم ولاعب كرة قدم بريطاني في مركز الظهير. لعب مع ريث روفرز ونادي دمبرتون ونادي كيلمارنوك.